# زباره
 زباره  روستایی‌است از توابعِ بخش مرکزی شهرستان کنگان واقع در شهرستان کنگان استان بوشهر در جنوبِ ایران.

## منبع
- محمد صدیق، عبدالرزاق،  «صهوة الفارس فی تاریخ عرب فارس» ، چاپ اول، شارجه: چاپ خانه المعارف، ۱۹۹۳ میلادی به (عربی).